# Dich zu lieben (Album)
Dich zu lieben ist das vierte Studioalbum des deutschen Schlagersängers Roland Kaiser und wurde 1981  bei  Hansa veröffentlicht.

## Hintergrund
Das Album wurde 1980 im Hansa Tonstudio I. aufgenommen und von Thomas Meisel produziert, veröffentlicht wurde es als LP und Musikkassette im Juli 1981. Eine CD-Version ist seit 1989 verfügbar.
Es enthält einige der bekanntesten und erfolgreichsten Lieder des Sängers und war nach dem Kompilationsalbum Santa Maria das zweite Album von Roland Kaiser, das in die deutschen Albumcharts einstieg. Dort stieg es bis an die Spitze und platzierte sich in der Chartwoche vom 9. November bis zum 15. November an ebendieser. Insgesamt befand sich das Album 36 Wochen in den Albumcharts. Das Album wurde mehr als 500.000 mal verkauft und mit einer Platin-Schallplatte ausgezeichnet.
Auf dem Album sind mehrere Songs enthalten, die auch als Singles veröffentlicht wurden und erfolgreich waren. Dabei waren Schach Matt bereits auf dem Album Etwas von mir 1979 und Santa Maria von 1980 auf dem gleichnamigen Album vorhanden. Der Titelsong Dich zu lieben und Lieb’ mich ein letztes Mal wurden 1981 als Singles veröffentlicht. Bei einigen der Lieder handelt es sich um deutschsprachige Coverversionen italienischer Lieder, darunter vor allem Santa Maria, das ursprünglich von den Oliver Onions stammt, Am Ende Bleiben Tränen von Amerigo Paolo Cassella und Amore Mio von El Pasador. Das Lied Worte, die ich leider nie gesagt wurde ursprünglich 1975 von Gunter Gabriel gesungen, der es auch komponiert hat.

## Titelliste
Das Album besteht aus 16 Titeln. Dabei befanden sich bei der ursprünglichen LP-Version von 1981 je acht Titel auf jeder Seite:
1. Dich zu lieben (Text: Hammerschmidt, Kaiser, Musik: Heider) – 3:41
2. Weil ich glaube (Text: Hammerschmidt, Kaiser, Musik: Ascot) – 3:19
3. Lieb’ mich ein letztes Mal (Text: Dietrich, Hammerschmidt, Kaiser, Musik: Dietrich, Grabowski,  Michalsky) – 4:26
4. Und ich schließ die Augen (Text: Hammerschmidt, Kaiser, Musik:  Matthi) – 3:45
5. Schach Matt (Text: Petrik, Kaiser, Musik: Dietrich, Grabowski) – 2:39
6. Du gehst mir unter die Haut (Text: Hammerschmidt, Kaiser, Musik: Ascot) – 3:19
7. Drachen steigen gegen den Wind (Text: Hammerschmidt, Kaiser, Musik: Mann) – 3:21
8. Santa Maria (De Natale, Guido De Angelis und Maurizio De Angelis, Hammerschmidt, Kaiser) – 4:09
9. Am Ende bleiben Tränen (Tu cosa fai stasera) (Text: Cassella, Hammerschmidt, Kaiser, Musik: Bembo) – 3:28
10. Schweigen (Text: Hammerschmidt, Kaiser, Musik: Matthi) – 3:18
11. Hab ich zuviel riskiert (Text: Hammerschmidt, Kaiser, Musik: Montanelli) – 4:28
12. Wenn du jede Nacht alleine träumst (Text: Hammerschmidt, Kaiser, Musik: Dietrich) – 3:13
13. Bin ich stark genug (Text: Hammerschmidt, Kaiser, Musik: Matthi) – 3:43
14. Wenn sie auch kein Engel ist (Text: Hammerschmidt, Kaiser, Musik: Matthi) – 3:32
15. Amore mio (Text: Pallesi,  Marcard, Musik: Valli, Zavallone) – 3:17
16. Worte, die ich leider nie gesagt (Text: Tratz, Gabriel, Musik: Gabriel) – 3:18

## Belege
1. 1 2  Roland Kaiser – Dich zu lieben bei Discogs; abgerufen am 31. Juli 2020.
2. ↑  Roland Kaiser – Dich zu lieben (CD) bei Discogs; abgerufen am 31. Juli 2020.
3. ↑  Roland Kaiser – Dich zu lieben (Album). offiziellecharts.de, abgerufen am 31. Juli 2020.
4. ↑  GOLD-/PLATIN-Datenbank. musikindustrie.de, abgerufen am 1. August 2020.
5. ↑  Gunter Gabriel – Gunter Gabriel bei Discogs; abgerufen am 31. Juli 2020.